# کابینه یمن

پرچم یمن

کابینه یمن، هیئت دولت به رسمیت شناخته شده بین‌المللی یمن به رهبری رئیس شورای رهبری ریاست‌جمهوری، رشاد علیمی است.
به عنوان بخشی از جنگ داخلی یمن، قدرت کابینه توسط حوثی‌ها که پایتخت یمن، صنعا را به تصرف خود درآورده بودند، مورد مناقشه قرار گرفت و منجر به شورش حوثی‌ها علیه دولت و تشکیل شورای عالی انقلابی یمن و شورای عالی سیاسی در سال ۲۰۱۵ شد. سپس رئیس‌جمهور وقت، عبدربه منصور هادی، عدن را پایتخت موقت اعلام کرد و قطعنامه شورای امنیت سازمان ملل متحد از اقدام یکجانبه حوثی‌ها که در قطعنامه قبل هم ذکر شده بود، ابراز تاسف کرده و بار دیگر بر مشروعیت هادی به عنوان رئیس‌جمهور یمن، تأکید کرد.

## تاریخچه
در ۲۰۱۲ میلادی، پس از این که صالح در نتیجه انقلاب یمن که بخشی از تظاهرات گسترده‌تر بهار عربی بود، کناره‌گیری کرد، در برنامه انتقال سیاسی به پشتوانه حکام خلیج فارس، عبدربه منصور هادی رئیس‌جمهور موقت شده و گفتمان ملی را جهت پیش‌نویس اساسنامه فدرال جامع‌تری هدایت نمود. در ۲۰۱۴ میلادی، حوثی‌ها به سرعت از صعده به سمت جنوب پیشروی کردند و صنعا را در ۲۱ سپتامبر به کمک صالح تسخیر کردند. هادی در ۲۰۱۵ میلادی سعی کرد تا اساسنامه فدرال جدیدی را اعلام نماید. حوثی‌ها که با این قانون اساسی مخالفت ورزیدند او را دستگیر کرده و او را مجبور به استعفا کردند. او به عدن فرار کرد و آنجا را به عنوان پایتخت موقتی اعلان نمود. همچنین از جامعه بین‌المللی برای مداخله درخواست کمک کرد که موجب راه‌اندازی ائتلافی نظامی مداخله‌گر عرب به رهبری سعودی گشت.

## کابینه فعلی
| مقام                                   | متصدی                     | شروع            |
| -------------------------------------- | ------------------------- | --------------- |
| نخست‌وزیر                               | سالم صالح بن بریک         | ۳ مه ۲۰۲۵       |
| وزیر برق و نیرو                        | منا صالح یسلام            | ۲۸ ژوئیه ۲۰۲۲   |
| وزیر کشور                              | ابراهیم علی احمد حیدان    | ۱۷ دسامبر ۲۰۲۰  |
| وزیر اطلاعات                           | معمر العریانی             | ۱۸ سپتامبر ۲۰۱۶ |
| وزیر امور خارجه                        | احمد عوض بن مبارک         | ۱۷ دسامبر ۲۰۲۰  |
| دبیرخانه وزیر صنعا                     | عبدالغانی جمیل            | ۱۸ سپتامبر ۲۰۱۶ |
| وزیر ورزش و جوانان                     | نایف البکری               | ۱۵ سپتامبر ۲۰۱۵ |
| وزیر خدمات ملکی و بیمه                 | عبدالناصر الولی           | ۱۷ دسامبر ۲۰۲۰  |
| وزیر دولت در امور پارلمانی و مجلس شورا | محمد مقبل الحیاری         | ۲۵ دسامبر ۲۰۱۷  |
| وزیر امور خارجه برای گفتگوی ملی        | نجیب منصور العوج          | ۲۷ نوامبر ۲۰۱۸  |
| وزیر دفاع                              | محسن الدائری              | ۲۸ ژوئیه ۲۰۲۲   |
| وزیر سلامت                             | قاسم محمد قاسم بهیبه      | ۱۷ دسامبر ۲۰۲۰  |
| وزیر عدالت                             | بدر الارضه                | ۱۷ دسامبر ۲۰۲۰  |
| وزیر آموزش عالی و تحقیقات علمی         | خالد الوسابی              | ۱۷ دسامبر ۲۰۲۰  |
| وزیر کارهای عامه و راهداری             | سالم محمد الحرایزی        | ۲۸ ژوئیه ۲۰۲۲   |
| وزیر امور اجتماعی و کار                | محمد الظوری               | ۱۷ دسامبر ۲۰۲۰  |
| وزیر گردشگری                           | معمر العریانی             | ۱۷ دسامبر ۲۰۲۰  |
| وزیر نفت و مواد معدنی                  | سعید سلیمان الشماسی       | ۲۸ ژوئیه ۲۰۲۲   |
| وزیر اوقاف و ارشاد دینی                | محمد احمد شبیبا           | ۱۷ دسامبر ۲۰۲۰  |
| وزیر دارایی                            | سالم صالح بن بریک         | ۱۹ سپتامبر ۲۰۱۹ |
| وزیر زراعت و آبیاری                    | سالم عبدالله عیسی السقطری | ۱۷ دسامبر ۲۰۲۰  |
| وزیر آموزش فنی و حرفه‌ای                | خالد الوسابی              | ۱۷ دسامبر ۲۰۲۰  |
| وزیر فرهنگ                             | معمر العریانی             | ۱۷ دسامبر ۲۰۲۰  |
| وزیر ترابری                            | عبدالسلام حمید            | ۱۷ دسامبر ۲۰۲۰  |
| وزیر حقوق بشر                          | احمد محمد عمر اورمان      | ۲۷ آوریل ۲۰۱۷   |
| وزیر امور حقوقی                        | احمد محمد عمر اورمان      | ۱۷ دسامبر ۲۰۲۰  |
| وزیر ادارات محلی                       | حسین عبدالرحمن            | ۱۷ دسامبر ۲۰۲۰  |
| وزیر دارایی شیلات                      | سالم عبدالله عیسی السقطری | ۱۷ دسامبر ۲۰۲۰  |
| وزیر برنامه‌ریزی و همکاری‌های بین‌المللی  | واعد عبدالله بدیب         | ۱۷ دسامبر ۲۰۲۰  |
| وزیر مخابرات و فناوری اطلاعات          | نجیب العوج                | ۱۷ دسامبر ۲۰۲۰  |
| وزیر صنعت و تجارت                      | محمد الاشوال              | ۱۷ دسامبر ۲۰۲۰  |
| وزیر آب و محیط زیست                    | توفیق الشرجبی             | ۱۷ دسامبر ۲۰۲۰  |
| وزیر آموزش و پرورش                     | طارق سالم العابکاری       | ۱۷ دسامبر ۲۰۲۰  |